# Футбольный матч «Барселона» — ЦСКА (1992)
Футбольный матч «Барселона» — ЦСКА состоялся 4 ноября 1992 года на стадионе «Камп Ноу» в Барселоне, Испания. Это была ответная игра 1/8 финала Лиги чемпионов 1992/93. В первой игре в Москве команды сыграли вничью 1:1, а ответный матч завершился сенсационной волевой победой ЦСКА со счётом 3:2.

## Перед матчем
«Барселона» к осени 1992 года являлась одним из грандов европейского футбола — она выиграла чемпионаты Испании в 1991 (с 10-очковым преимуществом от второго места) и 1992 годах и была действующим обладателем Кубка европейских чемпионов. ЦСКА же, победив в последнем чемпионате СССР, лишился практически всех ведущих игроков, уехавших за границу — Дмитрия Галямина, Дмитрия Кузнецова, Игоря Корнеева, Валерия Брошина, Владимира Татарчука, Валерия Масалитина и Сергея Дмитриева, забивших 44 мяча из 57, и сезон 1992 года проводил с 20-21-летними футболистами; самым опытным был 31-летний Сергей Фокин.
В первом раунде первого розыгрыша Лиги чемпионов, в 1/16 финала ЦСКА прошёл исландский «Викингур» Рейкьявик (1:0 в гостях и 4:2 дома), а «Барселона» — норвежский «Викинг» Ставангер (1:0 дома и 0:0 в гостях).
Первый матч 1/8 финала в Москве 21 октября при 40-тысячной аудитории «Лужников» ЦСКА сыграл вничью — на гол Гришина на 16-й минуте «Барселона» ответила мячом Бегиристайна на 57-й.
По словам главного тренера ЦСКА Геннадия Костылева на ответном матче представителей российских СМИ не было, а клуб полетел за счет «Эспаньола», в котором выступали Кузнецов и Корнеев. Дмитрия Быстрова не взяли в Барселону из-за того, что он прибыл в аэропорт нетрезвым.

## Матч
Ответный матч, состоявшийся 4 ноября, посетили около двадцати болельщиков ЦСКА; этот массовый выезд в Европу стал первым для фанатов клуба. В первом тайме игры на «Камп Ноу», на которой присутствовало по разным источникам от 60 до 80 тысяч болельщиков, «Барселона» вела 2:0 через полчаса после начала. Надаль на 13-й минуте после подачи углового послал мяч в «девятку», переиграв в воздухе Машкарина. Колотовкин, стоявший у штанги, смог только слегка коснуться мяча. На 31-й минуте Бегиристайн после разрезающего паса Стоичкова убежал один на один с Хариным и обыграл его.
За минуту до окончания первого тайма Бушманов прорвался в штрафную «Барселоны» и ударом от перекладины сделал счёт 2:1. На 57-й минуте Машкарин после навеса с левого фланга ударом головой с отскоком от земли сравнял счет, а через четыре минуты вышедший на замену Карсаков голом пяткой после передачи с правого фланга вывел ЦСКА вперёд 3:2.
«Барселоне» нужно было забивать два гола, но ЦСКА удержал преимущество и вышел в групповой этап. Матч на Россию не транслировался ни по телевидению, ни по радио, и результат игры стал известен болельщикам из утреннего выпуска «Вестей».
| Барселона                    | 2:3 (2:1) | ЦСКА                                       |
| ---------------------------- | --------- | ------------------------------------------ |
| Надаль 13′ · Бегиристайн 31′ | отчёт     | 44′ Бушманов · 57′ Машкарин · 60′ Карсаков |

| БАРСЕЛОНА:      |    |                        |  |     |
|                 |    |                        |  |     |
| В               | 1  | Андони Субисаррета (к) |  |     |
| З               | 2  | Альберт Феррер         |  |     |
| П               | 3  | Хосеп Гвардиола        |  | 46' |
| З               | 4  | Рональд Куман          |  |     |
| З               | 5  | Мигель Анхель Надаль   |  | 57' |
| П               | 6  | Хосе Бакеро            |  |     |
| П               | 7  | Андони Гойкоэчеа       |  |     |
| Н               | 8  | Христо Стоичков        |  |     |
| П               | 9  | Микаэль Лаудруп        |  |     |
| П               | 10 | Гильермо Амор          |  |     |
| Н               | 11 | Чики Бегиристайн       |  |     |
| Запасные:       |    |                        |  |     |
| З               | 12 | Хуан Карлос            |  |     |
| В               | 13 | Хесус Ангой            |  |     |
| П               | 14 | Эусебио                |  | 46' |
| З               | 15 | Пабло Альфаро          |  |     |
| Н               | 16 | Хулио Салинас          |  | 57' |
| Главный тренер: |    |                        |  |     |
| Йохан Кройф     |    |                        |  |     |

| ЦСКА:             |    |                   |     |     |
|                   |    |                   |     |     |
| В                 | 1  | Дмитрий Харин (к) |     |     |
| З                 | 2  | Алексей Гущин     |     |     |
| З                 | 3  | Сергей Колотовкин |     |     |
| З                 | 4  | Олег Малюков      |     |     |
| З                 | 5  | Сергей Фокин      | 27' |     |
| П                 | 6  | Михаил Колесников |     | 78' |
| П                 | 7  | Денис Машкарин    |     |     |
| П                 | 8  | Александр Гришин  |     | 41' |
| Н                 | 9  | Олег Сергеев      |     |     |
| П                 | 10 | Евгений Бушманов  |     |     |
| Н                 | 11 | Ильшат Файзуллин  |     |     |
| Запасные:         |    |                   |     |     |
| В                 | 12 | Александр Гутеев  |     |     |
| З                 | 13 | Валерий Минько    |     |     |
| П                 | 14 | Дмитрий Карсаков  |     | 41' |
| П                 | 15 | Алексей Бобров    |     |     |
| П                 | 16 | Василий Иванов    |     | 78' |
| Главный тренер:   |    |                   |     |     |
| Геннадий Костылев |    |                   |     |     |

## После матча
За победу футболистам ЦСКА в течение года были выплачены в качестве премиальных по 25 000 долларов — при том, что годовая зарплата была около трёх тысяч.
Руководство принципиального соперника «Барселоны» — мадридского «Реала» — оплатило ЦСКА один из тренировочных сборов.
В групповом турнире ЦСКА, лишившись перешедшего в «Челси» вратаря Харина, в шести матчах не одержал ни одной победы, дважды сыграв вничью. Домашние матчи клуб был вынужден проводить в Германии, так как УЕФА в связи с отсутствием стадионов должного качества не разрешил проводить игры в России. Решение о месте проведения матчей принималось в отсутствие представителей ЦСКА, так как они не верили в победу над «Барселоной» и не заказали билеты на жеребьёвку. В итоге клуб был вынужден платить за аренду немецких стадионов, в то время как представители испанских клубов были готовы проводить матчи у них в стране и отдавать ЦСКА 50 % от сборов.

## Наследие
Российскими СМИ этот матч регулярно отмечается как один из самых лучших и незабываемых, проведённых советскими и российскими клубами в еврокубках.
О поражении Dream Team Кройфа выходят материалы и в испанских изданиях.